# 薩納伊
哈金·薩納伊（波斯語：حکیم ابوالمجد مجدود ‌بن آدم سنایی غزنوی），波斯蘇菲派神秘主義詩人，為伊斯蘭文學及宗教的重要貢獻者，其主要作品《真理花園》（The Hadiqa Tul Haqiqat: The Walled Garden of Truth）被視為蘇菲派神秘主義的精髓。生於11世紀末葉（約西元1080年），卒於西元1131年，生前居住於加兹尼（即今日阿富汗）。

## 生平簡介
薩納伊年輕時在加兹尼王朝擔任宮廷詩人，侍奉巴藍夏（Bahram Shah）國王（執政於西元1118至1152年間），後來伴隨著巴藍夏國王征討印度，軍旅途中遇到了蘇菲神秘家萊庫爾（Lai-khur），國王向其詢問戰爭事宜，沒想站在一旁的薩納伊卻因此深受感動，自願被萊庫爾點化為門徒並拋棄世俗的身分，巴藍夏國王表示願意用一半的王朝和女兒作為交換使薩納伊回心轉意，但被拒絕了。
向萊庫爾學習了一段時間後，薩納伊獨自踏上朝聖之路，在多年過後回去晉見師父，並奉上在歸途時創作的作品《真理花園》。

## 作品
薩納伊最為人所推崇的作品是他獻給其師父萊庫爾的作品《真理花園》（簡稱《花園》），內容以精緻優美的詩歌形式表達了對神性、愛、真理和人生奧秘的箴言。
《花園》在釋出之後廣泛地被各個種族、宗教和文化的人閱讀，並被伊斯蘭中的蘇菲教派當成經典之作。
另一方面，《花園》也是波斯文學的代表作，波斯文學普遍認定薩納伊是第一位以頌（qasidah）、加扎勒（ghazal）和雙句韻文（masnavi）的形式來創作的詩人。